# سیارک ۱۰۳۰۴
سیارک ۱۰۳۰۴ (به انگلیسی: 10304 Iwaki، نامگذاری:1989SY) ده هزار و سیصد و چهارمین سیارک کشف شده‌است که در ۳۰ سپتامبر ۱۹۸۹ کشف شد.
قدر مطلق سیارک برابر ۱۳٫۴۰ است.